# James Arthur Ray
James Arthur Ray (Honolulu, 22 de novembro de 1957 – 3 de janeiro de 2025) foi um famoso estudioso, e autor americano especializado em áreas como "a verdadeira riqueza e prosperidade". Foi autor de Harmonic Wealth, um livro indicado na lista de best-sellers do The New York Times. frequentemente participa do programa Today Show. Em 2006 apareceu no programa da CNN Larry King Live.
Criou o The Science of sucess e Harmonic Wealth que ensinam pessoas a obter ganhos ilimitados em todas as áreas: financeira, relacional, física e espiritual. Seus métodos de desempenho pessoal, programas de treinamento empresarial e assessoria de treinamento são utilizados no mundo inteiro, divulgados em suas conferências sobre os temas da verdadeira riqueza, do sucesso e do potencial humano. Foi especialista em muitas tradições orientais, indígenas e místicas.
Também fez parte do filme The Secret (2006) junto com vários outros pensadores.
Ray foi condenado por três acusações de homicídio por negligência, mas absolvido de homicídio em 03 fevereiro de 2010, pela morte de três participantes em um de seus retiros New Age. Ele foi condenado a dois anos de prisão estadual do Arizona e foi liberado sob supervisão em 12 de julho de 2013.